# جنس ناعم (فلم)
جنس ناعم فيلم مصري من إنتاج العام 1977 للمخرج محمد عبد العزيز وللمؤلف علي الزرقاني.

## الممثلين
- ماجدة
- سمير صبري
- سمير غانم
- عادل إمام
- شويكار
- ليلى حمادة